# 노르트홀란트주

노르트홀란트 주의 위치

노르트홀란트주(네덜란드어: Noord-Holland, 북홀란트 주)는 네덜란드 북서부에 위치한 주로 주도는 하를럼이며 면적은 2,670km2, 수역 면적은 1,421km2, 인구는 2,762,163명(2015년 기준), 인구 밀도는 1,000명/km2이다.
1840년 홀란트가 노르트홀란트 주와 자위트홀란트 주로 나뉘면서 신설되었다. 서쪽으로는 북해, 남쪽으로는 자위트홀란트주와 위트레흐트주, 동쪽으로는 프리슬란트주, 플레볼란트주와 접한다. 최대 도시는 네덜란드의 수도인 암스테르담이며 그 외의 도시로는 알크마르, 잔담, 힐베르쉼이 있다. 51개 지방 자치체를 관할한다.

주기
주 문장